# فيليب شيلبي
فيليب شيلبي (بالإنجليزية: Philip Shelby)‏ هو كاتب سيناريو وكاتب أمريكي، ولد في 12 يوليو 1950 في مونتريال في كندا.

## وصلات خارجية
- فيليب شيلبي على موقع IMDb (الإنجليزية)
- فيليب شيلبي على موقع قاعدة بيانات الفيلم (الإنجليزية)